# Las Canoas, Tolimán
Las Canoas är en ort i Mexiko.   Den ligger i kommunen Tolimán och delstaten Jalisco, i den södra delen av landet, 500 km väster om huvudstaden Mexico City. Las Canoas ligger 687 meter över havet och antalet invånare är 442.
Terrängen runt Las Canoas är kuperad åt nordost, men åt sydväst är den bergig. Runt Las Canoas är det glesbefolkat, med 16 invånare per kvadratkilometer. Närmaste större samhälle är Tolimán, 6,7 km norr om Las Canoas. I omgivningarna runt Las Canoas växer huvudsakligen savannskog.